# Мідасова цихліда
Мідасова цихліда (Amphilophus citrinellus) — велика цихлідова риба, місцева для річки Сан-Хуан і прилеглих вододілів Коста-Рики та Нікарагуа. Мідасові цихліди всеїдні, їх раціон складається з рослинної сировини, молюсків і дрібної риби.

## Опис
Мідасові цихліди мають велику будову тіла і здатні протистояти будь-яким іншим цихлідам у боротьбі за територію. Вони мають потужні щелепи, гострі зуби та перевагу у фізичних розмірах порівняно з іншими акваріумними видами. Тому слід ретельно вибирати їм співмешканців в акваріумі.